# Sâles
Sâles (toponimo francese; fino al 2001 ufficialmente Sâles (Gruyère)) è un comune svizzero di 1 423 abitanti del Canton Friburgo, nel distretto della Gruyère.

## Storia
Il 1º gennaio 2001 ha inglobato i comuni soppressi di Maules, Romanens e Rueyres-Treyfayes.

## Monumenti e luoghi d'interesse
- Chiesa cattolica di Santo Stefano, eretta nel 1640[1].

## Società

### Evoluzione demografica
L'evoluzione demografica è riportata nella seguente tabella:
Abitanti censiti

## Geografia antropica
Le frazioni di Sâles sono:
- Maules[4]
- Romanens[5]
- Rueyres-Treyfayes[6]
- Sâles

## Infrastrutture e trasporti
Sâles è servito dall'omonima stazione sulla ferrovia Bulle-Romont.

## Amministrazione
Ogni famiglia originaria del luogo fa parte del comune patriziale che ha la responsabilità della manutenzione di ogni bene comune.